# Friedrich John
Pour les articles homonymes, voir John.
Friedrich John, né le 24 mai 1769 à Marienbourg (Prusse) et mort le 2 septembre 1843 à Maribor (empire d'Autriche), est un graveur allemand.

## Biographie
Fils d'un juriste, il se tourne dans un premier temps vers le commerce et travaille pour un commerçant de Varsovie. Au détour d'un voyage d'affaires en Angleterre et en Écosse, il apprend la faillite de son employeur. Cela le pousse à changer de carrière et à se former à la gravure auprès de Noirdemange, puis de Francesco Bartolozzi. Sa première œuvre originale est un portrait de Maria Cosway. Il retourne ensuite à Varsovie et peint des portraits pour des magnats polonais et pour le roi Stanislas II.
Grâce à des fonds et une lettre de recommandation du roi, il se rend à l'Académie des beaux-arts de Vienne en 1793 pour se perfectionner sous la direction de Heinrich Füger. Après la guerre russo-polonaise et la division du royaume de Pologne, John s'ancre définitivement à Vienne. La commande de l’électeur de Bavière en 1793-1794 de 32 portraits gravés d'érudits bavarois d'après des peintures de Johann Georg Edlinger lui donne une bonne réputation. En 1832, il se retire à Maribor, en Basse-Styrie, où il passe la fin de sa vie.

## Vie privée
Vers 1799, il a un enfant avec Barbara Tcheszka : le pianiste Paul Emile Johns.

## Œuvres
Parmi les œuvres importantes de grand format, on peut citer une gravure réalisée d'après le tableau de Füger La Mort d'Abel (1800) et un portrait de la princesse Litta (née princesse d'Este) d'après Barbe (1805). La maison d'édition Göschen de Leipzig lui commande l'illustration d'une édition de luxe des œuvres de Wieland et Klopstock, sur laquelle il travaille à partir de 1795. Pour l'édition de La Messiade de Klopstock, traduit en néerlandais par Johan Meerman, John produit vingt illustrations entre 1805 et 1813. De 1815 à 1832, il contribue de façon régulière à la collection de livres de poche Aglaia et réalise un total de 105 gravures : pour cette collection, il copie des chefs-d'œuvre de la galerie autrichienne Belvedere.

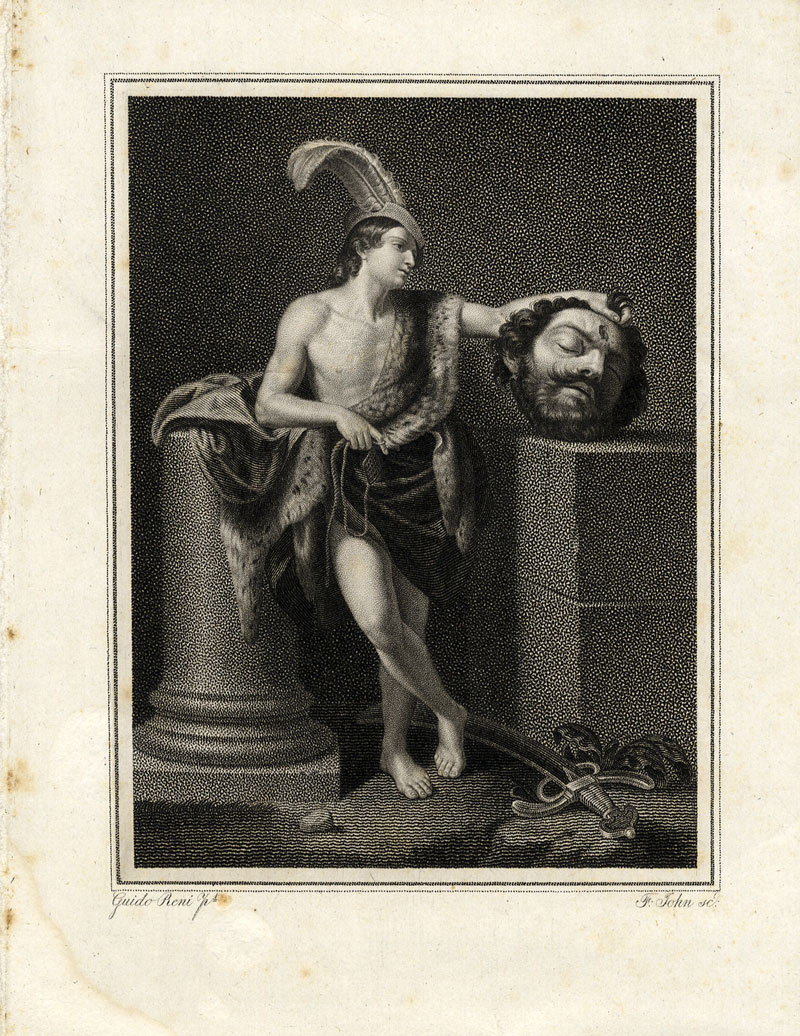
David, d'après Guido Reni.
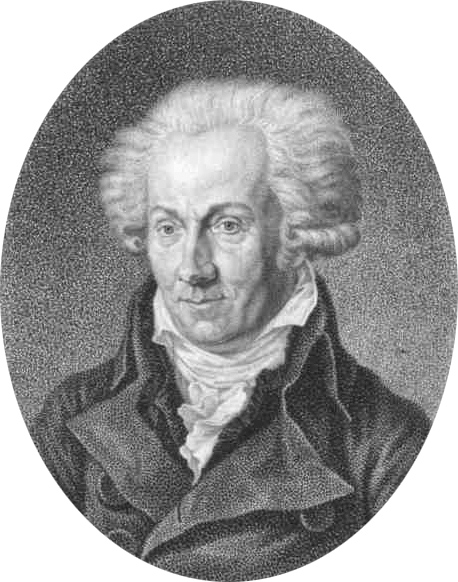
Portrait de Karl von Eckartshausen.
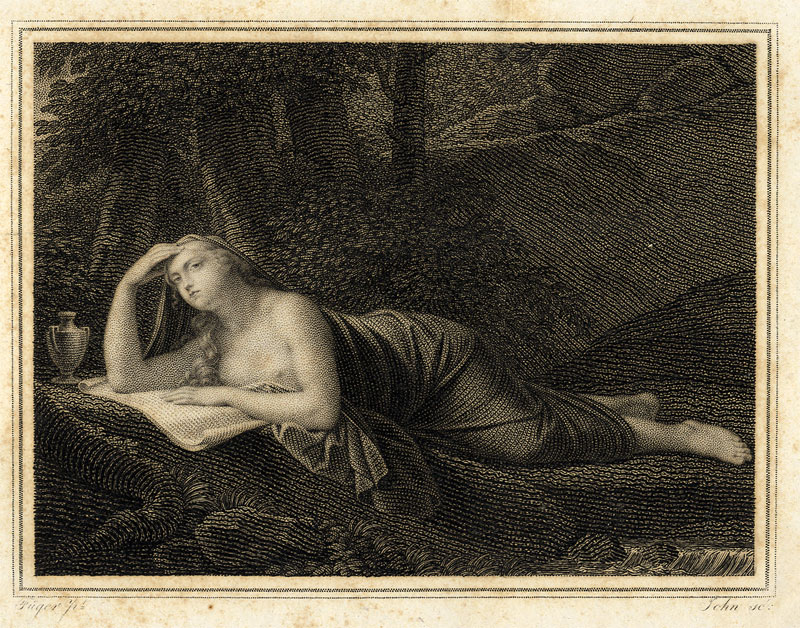
Magdalena, d'après Heinrich Friedrich Füger.